# Nāḩiyat Markaz Dūmā
Nāḩiyat Markaz Dūmā (arabiska: ناحية مركز دوما) är ett subdistrikt i Syrien.   Det ligger i provinsen Rif Dimashq, i den sydvästra delen av landet, 20 km öster om huvudstaden Damaskus.
Trakten runt Nāḩiyat Markaz Dūmā består till största delen av jordbruksmark. Runt Nāḩiyat Markaz Dūmā är det ganska tätbefolkat, med 75 invånare per kvadratkilometer.